# 神崎公宏
神崎 公宏（かんざき きみひろ、1965年 - ）は、三重県出身のソフトテニス選手。

## 来歴
三重県出身。九鬼中学ー三重高校ー早稲田大学ー三重高校教員
三重高三年時にインターハイで個人団体二冠。早稲田大学時代に2年、4年でインカレ個人優勝、3年時アジア学生個人優勝。天皇杯全日本ソフトテニス選手権大会では1989、1992年と2度優勝、3度の準優勝。

## 国際大会代表歴
第7回世界ソフトテニス選手権(1987)
個人戦第3位（神崎・小野寺）　
第3回アジア学生選手権(1987)
個人戦ダブルス優勝（神崎・小野寺）　
第1回アジアソフトテニス選手権(1988)
ダブルス準優勝（神崎・小野寺）
アジア競技大会(1990)
団体三位
第8回世界ソフトテニス選手権(1991)
団体三位
第2回アジアソフトテニス選手権(1992)
シングルス第三位

## 主な戦績
- 1983 インターハイ個人（神崎・川原田）団体　優勝
- 1985 全日本学生選手権（インカレ）　優勝（神崎・濱田）
- 1986 東京インドア　優勝（神崎・濱田）
- 1987 全日本ソフトテニス選手権大会　第三位（神崎・小野寺）
- 1988 全日本学生選手権（インカレ）　優勝（神崎・小野寺）
- 1988 全日本ソフトテニス選手権大会　ベスト8（神崎・小野寺）
- 1989 東京インドア　優勝（神崎・小野寺）
- 1989 全日本ソフトテニス選手権大会　優勝（神崎・小野寺）
- 1991 東京インドア　優勝（神崎・小野寺）
- 1991 全日本ソフトテニス選手権大会　準優勝（神崎・小野寺）
- 1992 全日本ソフトテニス選手権大会　優勝（神崎・小野寺）
- 1993 全日本ソフトテニス選手権大会　ベスト8（神崎・小野寺）
- 1994 全日本ソフトテニス選手権大会　第三位（神崎・小野寺）
- 1996 全日本ソフトテニス選手権大会　準優勝（神崎・小野寺）
- 1997 全日本ソフトテニス選手権大会　準優勝（神崎・小野寺）
- 1998 全日本ソフトテニス選手権大会　第三位（神崎・小野寺）
- 1999 全日本ソフトテニス選手権大会　ベスト8（神崎・小野寺）